# Burnand
Burnand település Franciaországban, Saône-et-Loire megyében. Lakosainak száma 122 fő (2022. január 1.). Burnand Savigny-sur-Grosne, Curtil-sous-Burnand, Saint-Clément-sur-Guye, Saint-Gengoux-le-National, Saint-Maurice-des-Champs és Vaux-en-Pré községekkel határos.

## Népesség
A település népességének változása:
| Lakosok száma | 125  | 126  | 135  | 129  | 127  | 124  | 122  | 122  | 122  |
|               | 2013 | 2015 | 2016 | 2017 | 2018 | 2019 | 2020 | 2021 | 2022 |